# 头花猪屎豆
头花猪屎豆（学名：Crotalaria mairei）为豆科猪屎豆属下的一个种。

## 扩展阅读
- 維基物種上的相關：头花猪屎豆